# Luis Islas
Luis Alberto Islas est un ancien footballeur argentin né le 22 décembre 1965 à Buenos Aires (Argentine) qui évoluait au poste de gardien de but. Il était surnommé el loco (le fou) en raison de son tempérament impulsif et de sa forte personnalité.

## Carrière
Islas était le gardien remplaçant lors de la coupe du monde 86, pendant laquelle il gagna le titre suprême avec l'Argentine. Cependant, frustré et énervé d'être à nouveau le remplaçant de Nery Pumpido lors du Mondial 1990, il déclina la sélection juste avant le début du tournoi et Sergio Goycochea le remplaça. Ce dernier allait être la révélation de cette coupe du monde puisque Pumpido se cassa la jambe lors du deuxième match contre l'URSS et Goycochea le remplaça pour le reste du tournoi et fut élu meilleur gardien.
Luis revint en sélection sous les ordres d'Alfio Basile et à cause des matchs très moyens de Goycochea durant les éliminatoires de la World Cup 94, il fut le gardien titulaire durant les quatre matchs, même si l'Argentine fut éliminée dès les huitièmes de finale par la Roumanie (3-2).
Il se retira du football en 2003, à l'âge de 37 ans après avoir joué 241 matchs pour l'Independiente.

## Palmarès
- Champion du monde 1986 avec l'Argentine
- Vainqueur de la Coupe des confédérations 1992
- Vainqueur de la Copa America 1993
- Supercopa Sudamericana 1994 avec Independiente
- Tournoi de clôture 1994 avec Independiente
- Recopa Sudamericana 1995 avec Independiente
- 30 sélections avec l'Argentine entre 1984 et 1994

## Carrière d'entraineur
- fév .2011-2011 :  Central Norte
- 2014-nov. 2014 :  Colégiales
- 2016-oct. 2016 :  Deportivo Español